# Јесе Путс
Јесе Путс (хол. Jesse Puts; Утрехт, 1. август 1994) холандски је пливач чија ужа специјалност су спринтерске трке слободним стилом. Некадашњи је светски првак у трци на 50 метара слободним стилом у малим базенима из Виндзора 2016, те национални рекордер у истој дисциплини у великим и малим базенима.

## Спортска каријера
Путс је дебитовао на међународној пливачкој сцени на Европском првенству у Берлину 2014 где му је најбољи пласман било осмо место у финалу трке на 50 метара леђним стилом, док је трку на 50 метара слободно завршио у квалификацијама на 43. месту.
Прве медаље у каријери остварио је годину дана касније, на Европском првенству у малим базенима у Нетањи где је заједно са Беном Схвитертом, Инге Декер и Раноми Кромовиђојо освојио бронзану медаљу у трци мешовитих штафета на 4×50 слобосно. 
Током 2016. у два наврата је успео да постави нови национални рекорд у трци на 50 метара у великим базенима. У децембру исте године, на свом дебију на светским првенствима, освојио је титулу првака света у трци на 50 метара слободно у малим базенима, са временом од 21,10 секунди. На светским првенствима у великим базенима је дебитовао у Будимпешти 2017 са освојеним 21. местом у квалификацијама трке на 50 слободно. Две године касније, на првенству света у корејском Квангџуу 2019. заузео је 12. место у полуфиналу трке на 50 слободно.